# 내가 사랑했던 모든 남자들에게: P.S. 여전히 널 사랑해
《내가 사랑했던 모든 남자들에게: P.S. 여전히 널 사랑해》(영어: To All the Boys: P.S. I Still Love You)는 2020년 공개된 미국의 십대 로맨틱 코미디 영화이다. 마이클 피모냐리가 감독을 맡았으며, 제니 한의 동명 소설이 영화의 원작이다. 2018년 영화 《내가 사랑했던 모든 남자들에게》의 후속작이다.

## 줄거리
라라 진 코비는 고등학교 봉사 프로그램에 참여하게 되고, 남자친구인 피터 카빈스키와 달리 언니 마고의 발자취를 따라 양로원에서 봉사 활동을 시작한다. 공식 커플이 된 라라 진과 피터는 첫 데이트를 즐기며 하늘에 소원을 담은 풍등을 날린다. 한국 여행에서 돌아온 라라 진은 과거 짝사랑했던 존 앰브로스 맥클래런에게 답장을 받고, 답장을 쓰기로 한다.
양로원에서 라라 진은 마고가 자주 언급했던 괴짜 할머니 스토미를 만나고, 존 앰브로스가 같은 곳에서 봉사한다는 사실을 알게 된다. 둘은 과거 주고받았던 러브레터에 대한 이야기를 나누며 가까워진다. 라라 진은 피터와 교제하면서도 피터의 전 여자친구이자 자신의 옛 절친인 젠과 계속 비교하며 불안감을 느낀다. 밸런타인데이에 라라 진은 피터가 과거 젠에게 아카펠라 세레나데를 보냈다는 사실을 알고 더욱 위축된다. 피터는 라라 진에게 진심을 담은 시를 선물하지만, 알고 보니 에드거 앨런 포의 시를 인용한 것이었다.
양로원에서 라라 진과 존 앰브로스는 점점 더 가까워지고, 함께 스타 볼 파티를 기획한다. 존 앰브로스는 라라 진에게 호감을 느끼지만, 라라 진은 그에게 피터와의 관계를 숨긴다. 라라 진과 존 앰브로스는 옛 친구들과 함께 타임캡슐을 꺼내는 모임을 갖는다. 젠은 타임캡슐에 아무것도 넣지 않았다고 주장하지만, 라라 진과 존 앰브로스의 미묘한 감정을 눈치챈 피터는 라라 진과의 관계를 밝힌다. 이후 피터는 라라 진에게 존 앰브로스와의 관계를 숨긴 것에 대해 따지지만 화해한다.
다음 날 라라 진은 존 앰브로스에게 사과하고 피터의 경기를 보러 간다. 하지만 크리스가 보여준 사진에서 피터와 젠이 계속 연락해왔다는 것을 알게 되고, 심지어 피터가 스키 여행에서 젠과 다시 사귈 계획이었다는 사실을 알고 충격을 받아 피터와 헤어진다. 라라 진은 나무집에서 젠을 만나 피터가 젠을 위로했을 뿐이며 자신을 얼마나 사랑하는지 듣게 된다. 젠은 사실 타임캡슐에 라라 진과 똑같은 팔찌를 넣었지만 부끄러워서 밝히지 못했다고 털어놓는다. 라라 진은 자신이 젠을 더 신경 쓰고 있었다는 사실을 깨닫고 젠과 화해한다.
양로원 은퇴자들을 위한 무도회 날, 스토미는 라라 진에게 드레스와 화장을 해준다. 라라 진은 존 앰브로스와 춤을 추지만 키스를 하면서 피터를 사랑한다는 사실을 깨닫고 존에게 사과한다. 라라 진은 눈 속에서 자신을 기다리고 있는 피터를 발견한다. 피터는 첫 데이트 때 라라 진이 눈길 운전을 싫어한다고 말했던 것을 기억하고 있었던 것이다. 라라 진은 피터에게 사랑한다고 고백하고, 둘은 화해한다. 라라 진은 동화 같은 사랑을 꿈꿨지만 지금의 사랑에 만족한다는 내레이션으로 영화는 끝맺는다.

## 출연진
- 라나 콘도어 - 라라 진 송 커비
- 노아 센티네오 - 피터 카빈스키
- 조던 피셔 - 조던 앰브로스 매클래런
- 저넬 패리시 - 마고 송 커비
- 애나 캐스카트 - 키티 송 커비
- 트레초 마호로 - 루커스
- 매들린 아서 - 크리스
- 에밀리아 바라나치 - 제너비브
- 켈시 마웨마 - 에밀리
- 로스 버틀러 - 트레버
- 존 코벳 - 라라 진의 아빠
- 홀랜드 테일러 - 스토미
- 사라유 블루 - 트리나